# Coaticook
Coaticook, abenakiska Koategok, är en stad (kommun av typen ville) och tätort (centre de population) i provinsen Québec i Kanada. Den ligger i regionen Estrie, i den sydöstra delen av landet, 300 km öster om huvudstaden Ottawa. Antalet invånare vid folkräkningen 2021 var 8 867 i kommunen och 6 333 i tätorten.